# Terumasa Ishihara
Terumasa Ishihara (石原 輝政 Ishihara Terumasa?) (15 de julio de 1980) es un luchador profesional japonés, más conocido por su nombre artístico BxB Hulk. Ishihara es famoso por su trabajo en Dragon Gate.

## Carrera
Ishihara comenzó su carrera como ranger en la Fuerza Terrestre de Autodefensa de Japón, pero dejó esta ocupación para dedicarse a la lucha libre profesional.

### Dragon Gate (2005-presente)
Después de haber sido el segundo luchador entrenado en el Dragon Gate Dojo, Ishihara debutó en Dragon Gate en 2005, bajo el nombre de BxB Hulk (B×Bハルク B×B Haruku?). Introducido por su maestro Magnum TOKYO, BxB Hulk actuaba con un gimmick de bailarín erótico directamente basado en el de TOKYO, pero con un enfoque menos explícitamente erótico y más dinámico, especialmente dirigido al público femenino joven gracias a la juventud y al atractivo bishonen de Hulk.

## En lucha
- Movimientos finales
  - E.V.O.[1][2] (Pumphandle sitout front powerslam, a veces desde una posición elevada)
  - E.V.O.P.[1][2] (Vertical suplex sitout front slam)
  - F.T.X.[1][2] (Wrist-clutch sitout front slam)
  - First Flash[2] (Low-angle superkick a un oponente sentado) - 2009-presente
  - Phoenix Splash[1][2] (Corkscrew 450º splash)
  - Shooting star press[4] - 2006

- Movimientos de firma
  - BxB Smash[1][2] (Straight jacket side bulldog)
  - Kurione[1] (Running tornado DDT)
  - H-Edge[2] (Lifting side slam, a veces desde una posición elevada)
  - H-Thunder[1] (Sitout front slam)
  - Arm drag revirtiendo un hip toss del oponente
  - Back elbow strike al estómago de un oponente cargando
  - Diving moonsault, a veces hacia fuera del ring
  - Diving moonsault scoop slam
  - Feint dragon whip seguido de grounded spinning legsweep
  - Hurricanrana
  - Lariat
  - Over the shoulder back to belly piledriver a un oponente cargando transicionado en jackknife pin
  - Standing corkscrew somersault derivado en leg drop[2] o senton
  - Standing shooting star press[2]
  - Varios tipos de kick:
    - Mouse Click[1][2]  (Backflip drop a un oponente cargando)
    - Backflip
    - Drop, a veces desde una posición elevada
    - Hook
    - Jumping gamengiri
    - Jumping high-impact sole
    - Múltiples roundhouse al torso del oponente
    - Overhead
    - Punt a la cara de un oponente agachado
    - Reverse axe a la nuca de un oponente agachado
    - Running big boot
    - Scissors
    - Shoot al pecho del oponente
    - Spinning heel, a veces desde una posición elevada

- Mánagers
  - BxB Dancers

- Apodos
  - "Pure or Snow"[1]

## Campeonatos y logros
- Dragon Gate
  - Dragon Gate Open the Triangle Gate Championship (9 veces) – con CIMA & Jack Evans (1), Anthony W. Mori & Super Shisa (1), Shingo Takagi & Cyber Kong (2), Masato Yoshino & PAC (1) y Akira Tozawa & Naoki Tanisaki (1), Cyber Kong & YAMATO (1), YAMATO & Kzy (1), y Ben-K & Kota Minoura (1)
  - Dragon Gate Open the Twin Gate Championship (8 veces) - con Akira Tozawa (2), Naoki Tanisaki (1), Uhaa Nation (1)  YAMATO (2), Kazma Sakamoto (1) y KAI (1)
  - Dragon Gate USA Open the Freedom Gate Championship (1 vez)
  - GHC Junior Heavyweight Tag Team Championship (1 vez) – con Shingo Takagi
  - King of Gate (2011)
  - Summer Adventure Tag League (2011) – con Akira Tozawa
  - Summer Adventure Tag League (2012) - con Akira Tozawa & Naoki Tanisaki
  - 6 Unit Warfare One Night Tag Tournament (2012) - con Naoki Tanisaki

- Pro Wrestling Illustrated
  - Situado en el N°392 en los PWI 500 de 2008[5]
  - Situado en el N°90 en los PWI 500 de 2011[6]

- Tokyo Sports Grand Prix
  - Principiante del año (2007)